# Chen Ying-Chu
Chen Ying-Chu (18 februari 1995) is een Taiwanese langebaanschaatsster. Voor haar overstap naar de langebaan in 2023, was Chen actief als skeeleraar. 

## Records

### Persoonlijke records
| Afstand    | Tijd    | Datum            | Baan    |
| ---------- | ------- | ---------------- | ------- |
| 500 meter  | 37,91   | 3 februari 2024  | Calgary |
| 1000 meter | 1.17,26 | 30 december 2023 | Calgary |

(laatst bijgewerkt: 29 februari 2024)

## Resultaten
| Jaar | WK Afstanden |
| ---- | ------------ |
| 2024 | 22e 500m     |